# باول بلوبل
باول بلوبل (بالألمانية: Paul Blobel)‏ (و. 1894 – 1951 م) هو مهندس معماري ألماني، ولد في بوتسدام، كان عضوًا في الحزب النازي، وكان عضوًا في شوتزشتافل، توفي عن عمر يناهز 57 عاماً، بسبب شنق.

## الخدمة العسكرية
خدم في شوتزشتافل.